# Xanthorrhoea latifolia
Xanthorrhoea latifolia är en grästrädsväxtart som först beskrevs av Alma Theodora Lee, och fick sitt nu gällande namn av D.J.Bedford. Xanthorrhoea latifolia ingår i släktet Xanthorrhoea och familjen grästrädsväxter.

## Underarter
Arten delas in i följande underarter:
- X. l. latifolia
- X. l. maxima

## Bildgalleri

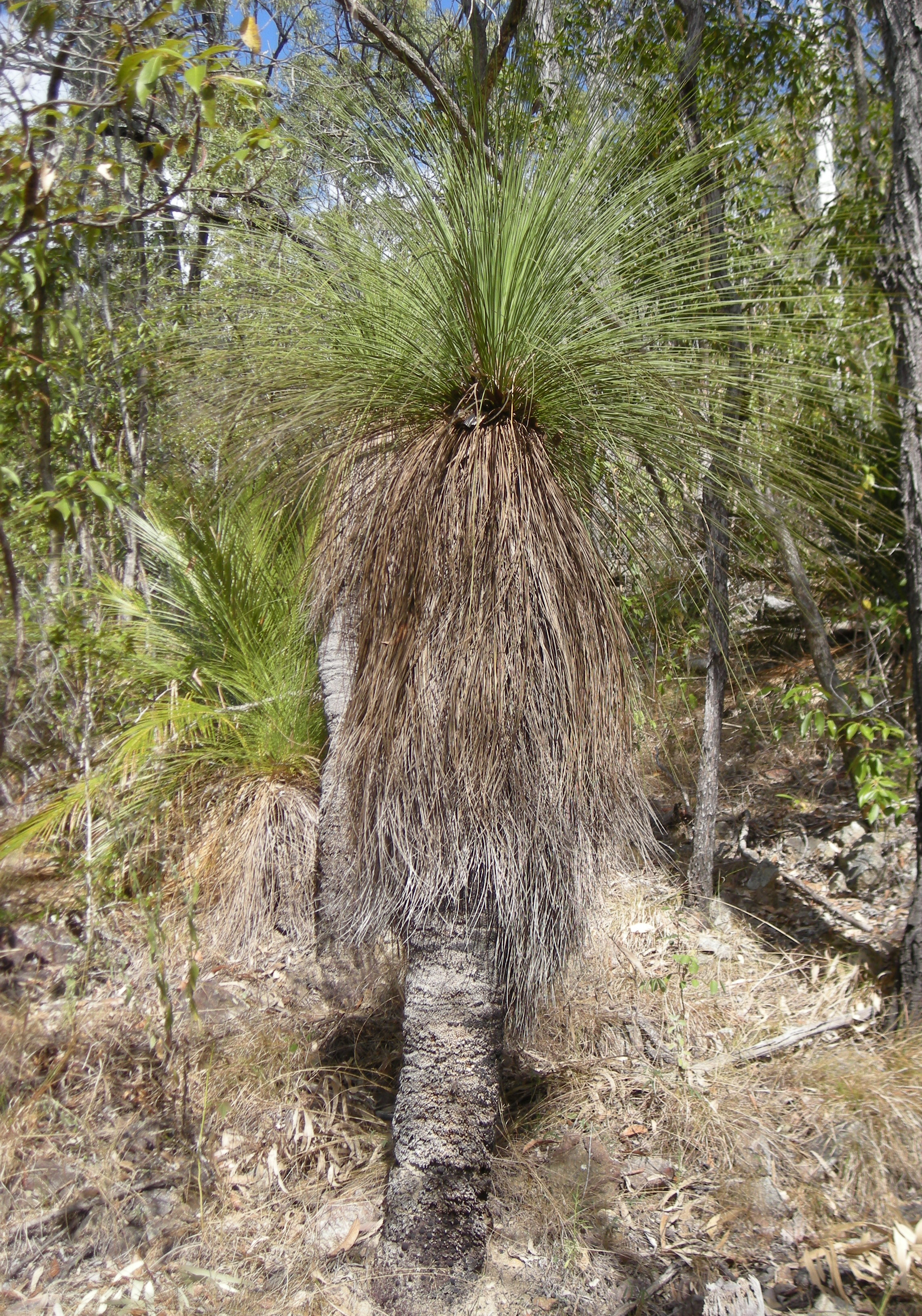